# Prevalla
Prevalla (albanisch auch Prevallë, serbisch Превалац Prevalac) ist ein Dorf der Gemeinde Prizren im Kosovo.

## Geographie

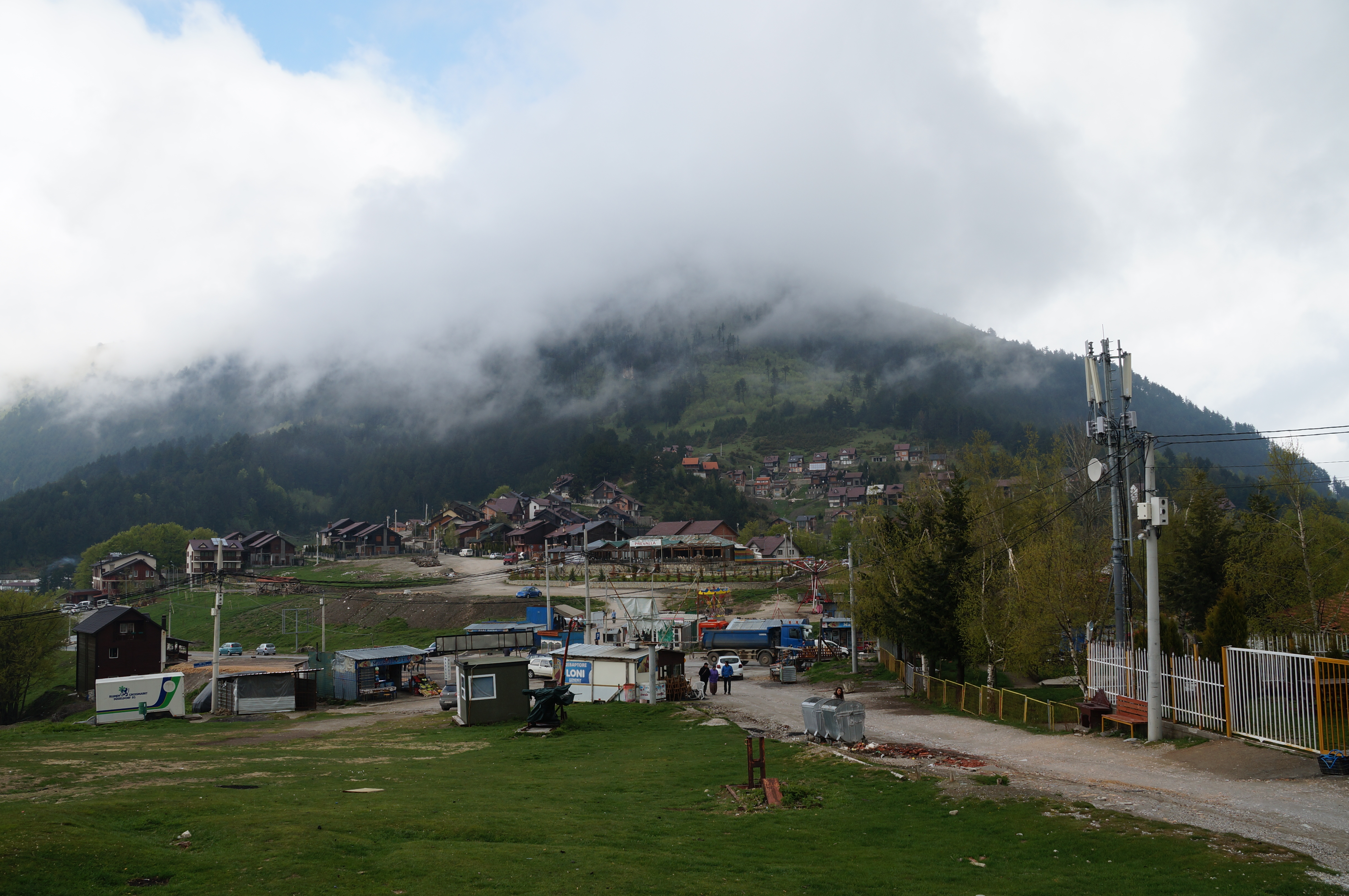
Blick auf die Siedlung

Prevalla liegt im Süden des Kosovo in den Šar-Bergen am Südhang des Oshlaks auf rund 1500 m. i. J., fast 30 Kilometer von Prizren und ca. zwölf Kilometer von Brezovica, dem größten Skizentrum des Kosovos, entfernt. Prevalla liegt an der Passhöhe zwischen den Tälern der Bistrica e Prizrenit und eines Seitentals des Lepenac und somit auf der Wasserscheide zwischen Adria und Ägäis.
Eine Passstraße führt von Prizren über Prevalla nach Štrpce.
Die Region gehört zum Nationalpark Sharr. Das Dorf grenzt an ein großes Waldgebiet.

## Tourismus
Prevalla ist ein beliebtes Ausflugsziel für Wanderer oder Skifahrer.

## Bilder

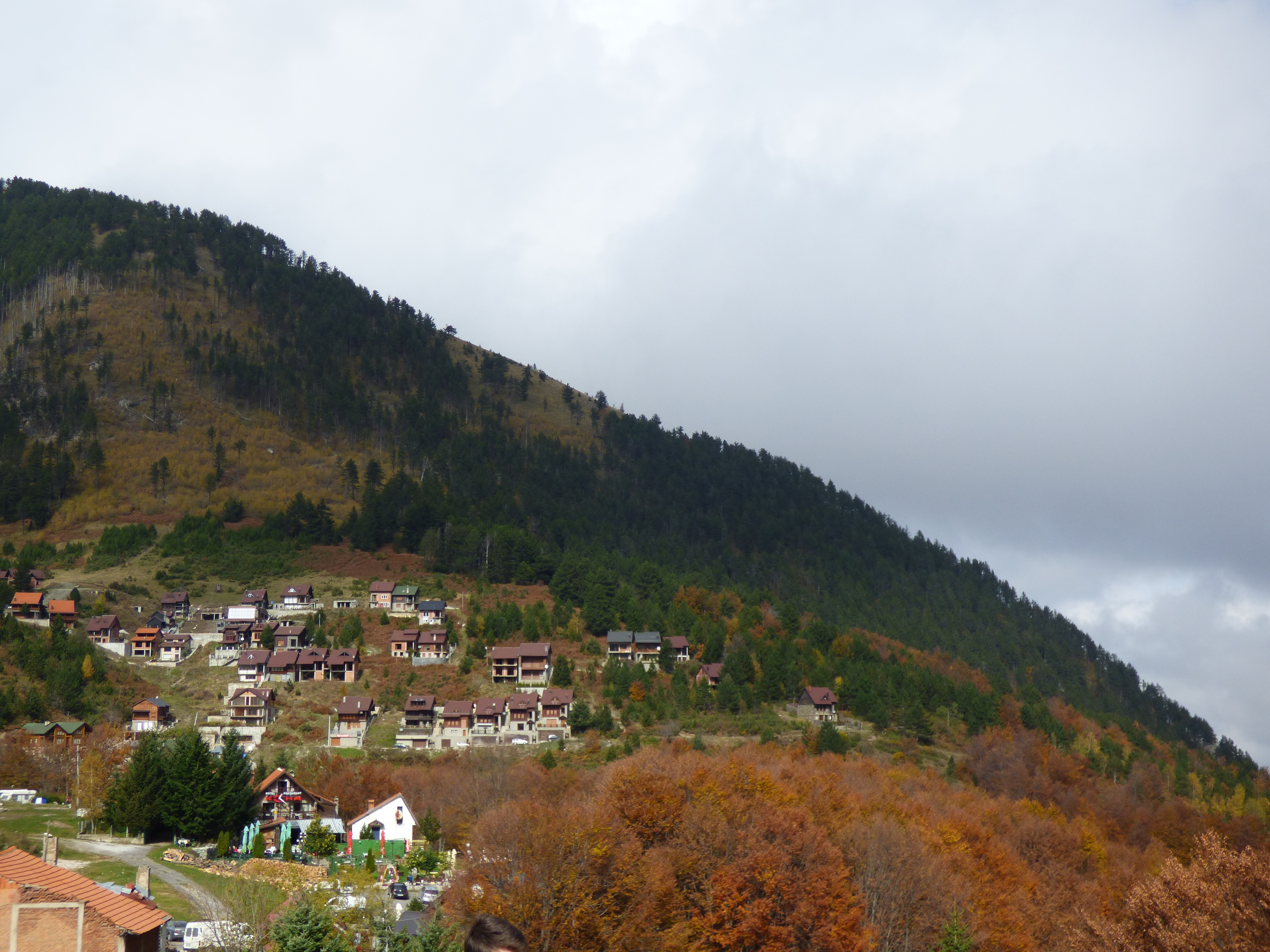
Das Dorf (2016)
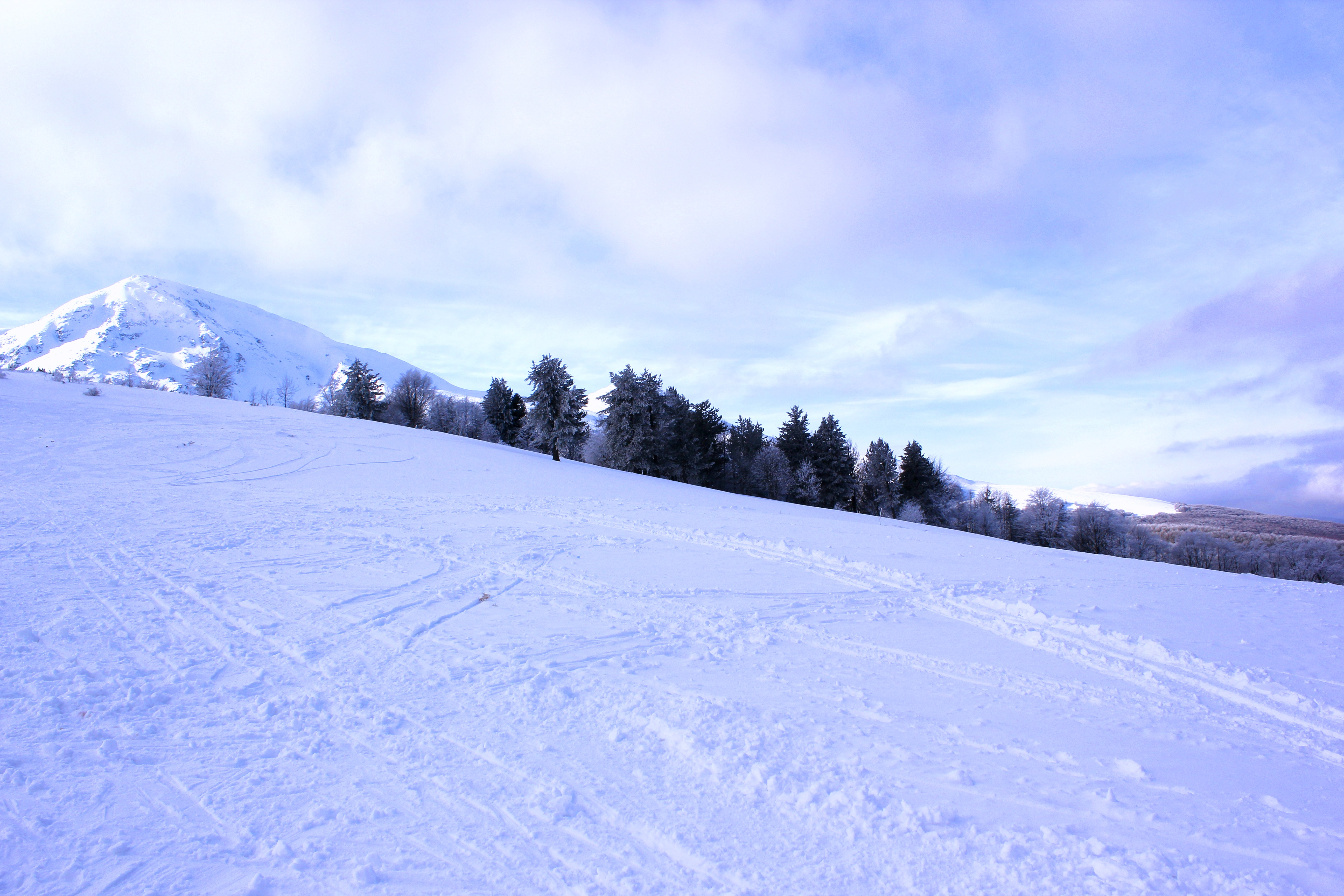
Winterlandschaft um Prevalla